# Naranjito (ort i Honduras, Departamento de Santa Bárbara, lat 14,95, long -88,68)
Naranjito är en ort i Honduras.   Den ligger i departementet Departamento de Santa Bárbara, i den västra delen av landet, 190 km nordväst om huvudstaden Tegucigalpa. Naranjito ligger 921 meter över havet och antalet invånare är 3 813.
Terrängen runt Naranjito är kuperad. Runt Naranjito är det ganska tätbefolkat, med 56 invånare per kvadratkilometer. Närmaste större samhälle är La Entrada, 12,3 km norr om Naranjito.  